# ایروینگ اشر
ایروینگ اَشر (انگلیسی: Irving Asher؛ ‏ ۱۶ سپتامبر ۱۹۰۳ – ۱۷ مارس ۱۹۸۵) تهیه‌کننده فیلم اهل ایالات متحده آمریکا بود.
از فیلم‌هایی که وی در آن‌ها نقش داشته‌است، می‌توان به کسب‌وکار حسابی، نه و چهل و پنج دقیقه، پدر و پسر و دردسر در فروشگاه اشاره نمود.